# Zweistreifen-Krötenviper
Die Zweistreifen-Krötenviper (Causus bilineatus) ist eine von sechs Arten der Krötenvipern (Causinae) innerhalb der Vipern (Viperidae).

## Merkmale
Die Zweistreifen-Krötenviper erreicht eine durchschnittliche Gesamtlänge von 30 bis 50 Zentimetern, als Maximallänge sind 65 Zentimeter dokumentiert. Der Kopf ist nur leicht vom Körper abgesetzt, die Schnauze ist lang und verjüngt sich zur Spitze. 
Die Grundfärbung ist aschgrau bis braun oder kastanienbraun; der Rücken zeigt viele ungleichmäßig verteilte, dunkle Flecken, die teilweise annähernd rechteckig, ansonsten in ihrer Form ungleichmäßig sind. Die Fleckung befindet sich zwischen zwei hellen Streifen, die sich vom Nacken bis zum Schwanz über den gesamten Körper ziehen und für die Art namensgebend sind. Auf dem Kopf befindet sich eine V-förmige, dunkle Zeichnung, deren Spitze auf dem Frontalschild liegt, außerdem ziehen dunkle Schläfenbänder vom Auge zum Schnauzenwinkel. Die Bauchseite ist braun bis dunkelbraun gefärbt.
Die Rückenschuppen sind schwach gekielt, wobei die Körpermitte 15 bis 18 Schuppenreihen um den Körper aufweist. Die Schuppen haben eine weich und samtig erscheinende Oberfläche, die der gesamten Schlange diesen Eindruck verleiht. Die Bauchseite ist bei den Weibchen von 128 bis 144 und den Männchen von 122 bis 141 Ventralia bedeckt, danach folgen das Analschild sowie 18 bis 30 Subcaudalia.

## Verbreitung und Lebensraum
Die Zweistreifen-Krötenviper ist über Teile des südlichen Zentralafrika von der Demokratischen Republik Kongo bis in das nördliche Namibia und das östliche Angola verbreitet. Aus Sambia liegen zwei Nachweise aus den Sumpfgebieten südlich des Bangweulusees vor. Als Lebensraum bevorzugt die Schlange vor allem feuchte oder waldige Savannengebiete.

## Lebensweise
Über die Lebensweise dieser Art ist wie bei allen Krötenvipern nur relativ wenig bekannt. Sie ernährt sich vor allem von Fröschen und Kröten, vornehmlich von Krallenfröschen (Xenopus sp.), was darauf schließen lässt, dass diese Art stärker aquatisch lebt als alle anderen Krötenvipern. Wie andere Krötenvipern ist sie lebendgebärend (ovovivipar).

## Systematik
Die Zweistreifen-Krötenviper ist eine von sechs Arten der einzigen Gattung innerhalb Krötenvipern (Causinae). Diese stellen neben den Urtümliche Vipern (Azemiopinae) mit der Fea-Viper (Azemiops feae) als einziger Art sowie den artenreichen Grubenottern (Crotalinae) und Echten Vipern (Viperinae) eine der Unterfamilien der Vipern (Viperidae) dar.

## Schlangengift
Über das Gift dieser Art gibt es keine wissenschaftlichen Untersuchungen. Krötenvipern besitzen generell ein für den Menschen relativ schwaches Gift, welches auch beim Beutefang nur wenig genutzt wird. Trotz der großen Giftdrüsen wird kaum Gift in die Beutetiere injiziert, im Regelfall tropft es in geringen Mengen von den Giftzähnen. Bisse beim Menschen führen entsprechend nur zu lokalen Schwellungen und Schmerzen, Todesfälle durch den Biss von Krötenvipern sind nicht bekannt.

## Belege und weiterführende Informationen

### Zitierte Quellen
Die Informationen dieses Artikels entstammen zum größten Teil aus Mallow et al. (2003), darüber hinaus werden folgende Quellen zitiert:
1. ↑  nach ITIS